# تشاك هوارد
تشاك هوارد (بالإنجليزية: Chuck Howard)‏ هو منتج تلفزيوني أمريكي، ولد في 1933، وتوفي في 1996.